# Synnerby socken
Synnerby socken i Västergötland ingick i Skånings härad, ingår sedan 1971 i Skara kommun och motsvarar från 2016 Synnerby distrikt.
Socknens areal är 30,62 kvadratkilometer varav 30,58 land. År 2000 fanns här 403 invånare. Sockenkyrkan Synnerby kyrka ligger i socknen.

## Administrativ historik
Socknen har medeltida ursprung. 
Vid kommunreformen 1862 övergick socknens ansvar för de kyrkliga frågorna till Synnerby församling och för de borgerliga frågorna bildades Synnerby landskommun. Landskommunen uppgick 1952 i Ardala landskommun som 1971 uppgick i Skara kommun. Församlingen uppgick 2006 i Ardala församling.
1 januari 2016 inrättades distriktet Synnerby, med samma omfattning som församlingen hade 1999/2000.  
Socknen har tillhört län, fögderier, tingslag och domsagor enligt vad som beskrivs i artikeln Skånings härad. De indelta soldaterna tillhörde Skaraborgs regemente, Skånings kompani och Västgöta regemente, Livkompaniet.

## Geografi
Synnerby socken ligger väster om Skara. Socknen är en odlad slättbygd med skog i öster.

## Fornlämningar
Boplatser och en hällkista från stenåldern är funna. Från järnåldern finns domarringar. En runsten finns inmurad i kyrkan.

## Namnet
Namnet skrevs 1308 Synderby och kommer från kyrkbyn och betyder 'Söderbyn' eller 'Södergården'.